# Jitka Soukupová
Jitka Železná-Soukupová (8. června 1950, Praha) je česká nakladatelská redaktorka a překladatelka z němčiny. Své překlady až na malé výjimky publikuje pod rodným příjmením Soukupová.

## Život
Roku 1968 maturovala na Střední všeobecně vzdělávací škole v Plzni a pak v letech 1968–1973 studovala obor němčina-nizozemština na Filozofické fakultě Univerzity Karlovy a v letech 1976–1978 postgraduálně na Fakultě žurnalistiky Univerzity Karlovy. Roku 1986 získala titul PhDr. V letech 1973–1974 pracovala v cestovní kanceláři Čedok jako odborná referentka pro teritorium Benelux a v letech 1974–1975 na oddělení zahraničních vztahů ministerstva školství.
Od roku 1975 pracovala jako nakladatelská redaktorka, do roku 1981 v Lidovém nakladatelství, do roku 1991 v nakladatelství Československý spisovatel, do roku 1999 v nakladatelství Ivo Železný, do května roku 2004 ve vydavatelství Burda a pak do poloviny roku 2005 v Ottově nakladatelství. Nyní pracuje ve vydavatelství Vltava-Labe-Press.
Kromě překladů je autorkou mnoha doslovů a také článků, recenzí a populárně naučných textů do různých časopisů.

## Překlady
- Yvonne Boltenová: Lesní zámeček (Das Schloss im Birkenwald), Ivo Železný, Praha 1994.
- Angelika Borchetová: Proč ničíš mé štěstí? (Warum zerstörst du mein Glück), Ivo Železný, Praha 1995.
- Rudolf Braunburg: Noční start (Nachtstart), Svoboda, Praha 1987.
- Kim Da Silva: Zdraví v našich prstech: mudry – komunikace s naší životní silou pomocí povzbuzení reflexních zón (Gesundheit in unseren Händen), Ivo Železný, Praha 1997.
- Herrmann, Dieter B.: Osídlí lidstvo vesmír? (Besiedelt die Menschheit das Weltall?), Horizont, Praha 19863, jako Jitka Železná společně s Ivem Železným.
- Joachim Fest a Heinrich Hoffmann: Hitler, tvář diktátora (Hitler, Gesichter eines Diktator), Ottovo nakladatelství, Praha 2006, jako Jitka Železná.
- Michaela Hansenová: Katrin Kulička (Mit der Schönheit kam die Liebe), Ivo Železný, Praha 1995.
- Marie-Françoise: Rozchody a setkání (Als Pascal sie verliess), Ivo Železný, Praha 1995.
- Maja Merlingová: Hra je hra (Sein Herz entschied sich für Roswitha), Ivo Železný, Praha 1995.
- Leonie Ossowski: Podraz (Die grosse Flatter), Svoboda, Praha 1983.
- Heiner Rank: Poslední svědkyně (Die letzte Zeugin), Lidové nakladatelství, Praha 1976.
- Boris Reitschuster: Vladimir Putin, Kam kráčíš, Rusko? (Wladimir Putin: Wohin steuert er Russland), Ottovo nakladatelství, Praha 2006.
- Gina Sanderová: Konečně jsme šťastni (Endlich ist das Glück vollkommen), Ivo Železný, Praha 1993.
- Erik Simon: Mimozemšťané a hvězdy, Albatros, Praha 1990, výbor z povídek, sestavil Ivo Železný.
- Spirálový obzor, Práce, Praha 1983, výbor z fantastiky NDR, sestavil Erik Simon.
- Helga Torstenová: Malá baronesa (Eine kleine Baroness hat Heimweh), Ivo Železný, Praha 1994.
- Patricia Vandenbergová: Zůstaň u mne navždy (Bleib bei mir für immer), Ivo Železný, Praha 1995.